# Clynotis severus
Clynotis severus (лат.) — один из видов паукообразных, входит в состав семейства пауки-скакунчики. Встречается в Австралии и на острове Тасмания, где живет на стволах эвкалиптов, маскируясь благодаря окраске под кору дерева. 
Взрослые самки вида имеют, в среднем, 7 мм в длину, взрослые самцы достигают 5 миллиметров. Укус паука смертельной угрозы для человека не представляет, но может оставить ранку с болезненными ощущениями.